# (113) Amaltea
(113) Amaltea es un asteroide perteneciente al cinturón de asteroides descubierto el 12 de marzo de 1871 por Karl Theodor Robert Luther desde el observatorio de Düsseldorf-Bilk, Alemania.
Está nombrado por Amaltea, un personaje de la mitología griega.

## Características orbitales
Amaltea orbita a una distancia media del Sol de 2,376 ua, pudiendo acercarse hasta 2,171 ua. Tiene una excentricidad de 0,08636 y una inclinación orbital de 5,042°. Emplea 1338 días en completar una órbita alrededor del Sol.